# Lubsza (Fluss)
Die Lubsza (deutsch Lubst, Luba oder Lubis, niedersorbisch Lubuša) ist ein 66,4 km langer rechter Nebenfluss der Lausitzer Neiße in der polnischen Woiwodschaft Lebus und zugleich der größte Fluss in deren Einzugsgebiet. Der Name leitet sich von einem Personennamen ab oder stammt vom altsorbischen luba = die Freundliche.
Die Lubsza mit einem Einzugsgebiet von 914,1 km² entspringt mit mehreren Quellflüssen auf einer Höhe von 180 m nordwestlich des Dorfs Olbrachtów (Albrechtsdorf) und westlich der Stadt Żary (Sorau). Nach einer groben Fließrichtung Nord wendet sie sich nach einem Drittel ihres Laufs Richtung Nordwest, nimmt mehrere Zuflüsse auf und mündet in Gubin gegenüber dem Amtsgericht von Guben auf 46 m ü. NN in die Neiße. 
Die Lubsza fließt durch Kiefernwälder und sumpfige Täler und durch die Städte Jasień (Gassen), Lubsko (Sommerfeld) und Gubin. In der Vergangenheit verursachte sie immer wieder Überschwemmungen, so 1568, 1689 und 1740. In den 1840er Jahren wurde sie anlässlich des Baus der Eisenbahn Berlin–Breslau teilweise reguliert.
Die Lubsza ist heute durch landwirtschaftliche Abwässer stark verschmutzt. Dies änderte sich auch nicht durch den Bau einer Kläranlage in Lubsko, da nur ein Teil der Abwässer gereinigt wird. 